# Absolwent (wódka)

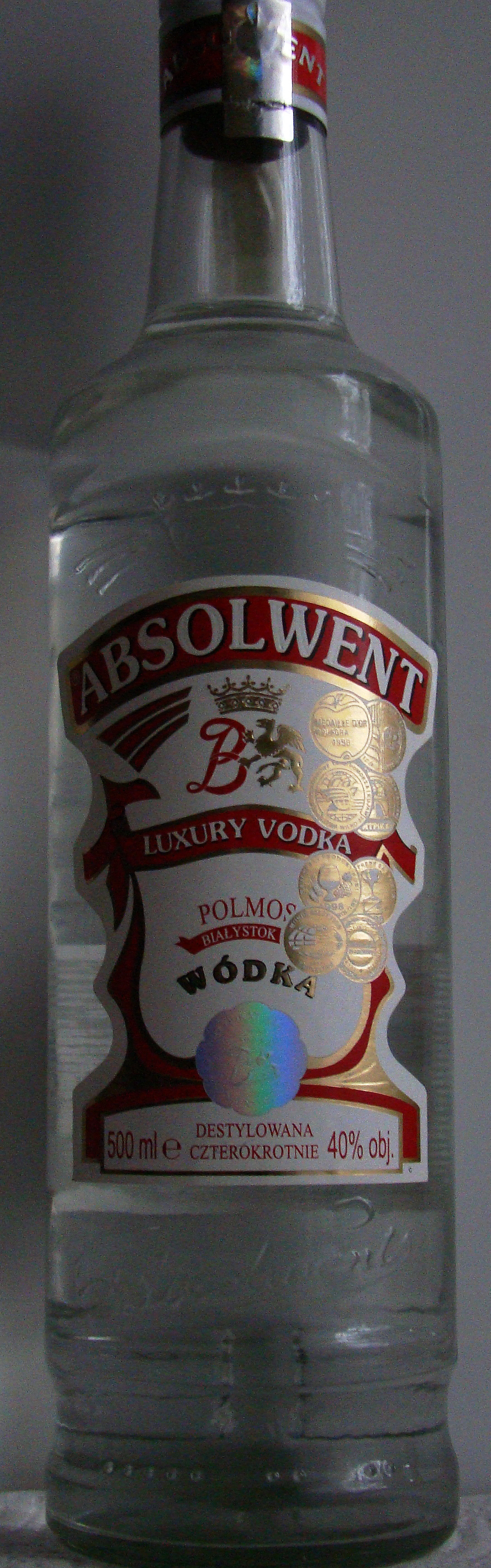
Wódka Absolwent

Absolwent – polska wódka luksusowa, produkowana od 1995 roku przez Polmos Białystok. Wytwarzana na bazie 4-krotnie rektyfikowanego, luksusowego spirytusu zbożowego. Należy do Central European Distribution Corporation (od 2022 właścicielem CEDC jest Maspex).
Występuje w kilku odmianach: czysta, smakowa (m.in. cytrynowa, morelowa, żurawinowa i bananowa) oraz Absolwent Gin.
Według producenta zajmowała piąte miejsce na świecie i pierwsze w Polsce pod względem sprzedaży (w 2005 roku 14% rynku).